# 넵튠왕장수풍뎅이

넵튠왕장수풍뎅이는 헤라클레스장수풍뎅이 다음으로 몸길이가 긴 장수풍뎅이로, 뿔의 길이가 뿔을 제외한 몸의 길이보다 길다. 몸길이는 최대 165mm까지 자라며, 사는 기간은 8달~1년이다. 안데스산맥에 서식하며, 고산종이기 때문에 사육 온도는 20도 안팎이 좋다. 성격은 온순하지만 싸움에는 강하다.